# Little Coates
Little Coates är en stadsdel i Grimsby, i distriktet North East Lincolnshire, i grevskapet Lincolnshire, i England. Little Coates var en civil parish fram till 1928 då den blev en del av Grimsby och Great Coates. Civil parish hade 2 768 invånare år 1921. Byn nämndes i Domedagsboken (Domesday Book) år 1086, och kallades då Sudcotes.